# Элбрайт, Анника
Анника Элбрайт (англ. Anikka Albrite; род. 7 августа 1988, Денвер, Колорадо, США) — американская порноактриса.

## Биография
Элбрайт родилась в Денвере, штат Колорадо. Среди её предков чехи, датчане, французы и немцы. Выросла в Аризоне. В раннем подростковом возрасте переехала в Калифорнию, где проживает и поныне. Также жила в Висконсине.
Работала техником в лаборатории, получила образование в области молекулярной биологии и бизнеса.
Имеет четырёх братьев и сестер. Они, а также родители, приняли её профессиональный выбор. Снимается в порно с 2011 года, первая сцена с анальным сексом датирована 2013-м. На 2024 год снялась в 788 порнофильмах.

## Личная жизнь
Элбрайт — бисексуалка. Она вышла замуж за порноактёра Мика Блу в марте 2014 года. Она заявляет, что они «очень моногамные» вне работы. В 2015 году Элбрайт и Блу выиграли премию AVN Awards в номинации женский и мужской исполнитель года соответственно, что делает их первой супружеской парой, которая когда-либо выигрывала обе награды одновременно.
Элбрайт утверждает, что её любимые виды порнографии — хентай, лесбиянки и межрасовый секс. Несмотря на то, что она любит сниматься в лесбийских сценах на съемках, она утверждает, что её «запугивают» женщины в личной жизни. В свободное время увлекается дайвингом, катанием на лошадях и прыжками с парашютом.

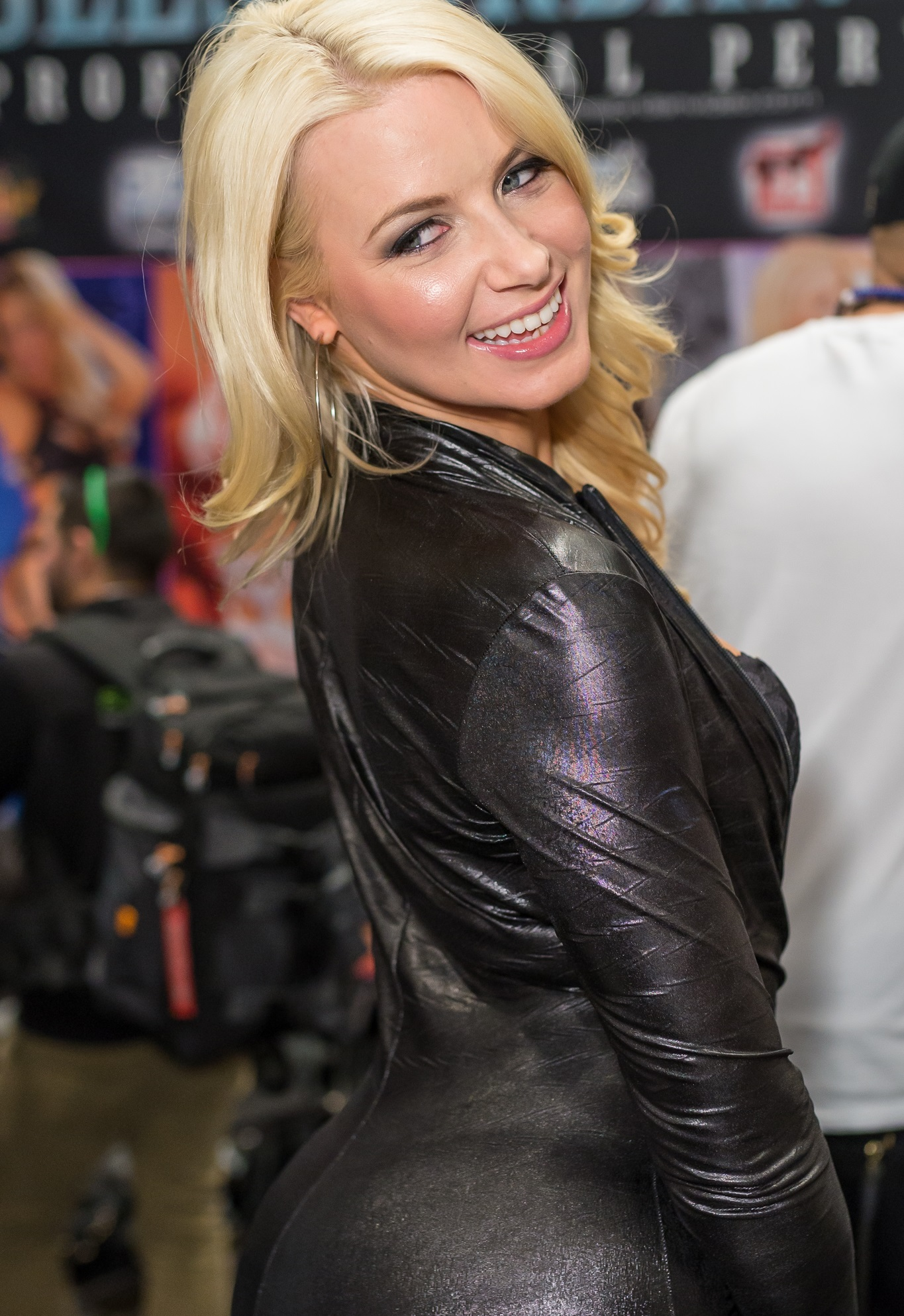
Элбрайт на AVN Adult Entertainment Expo в Лас-Вегасе 22 января 2015 г.

## Премии и номинации

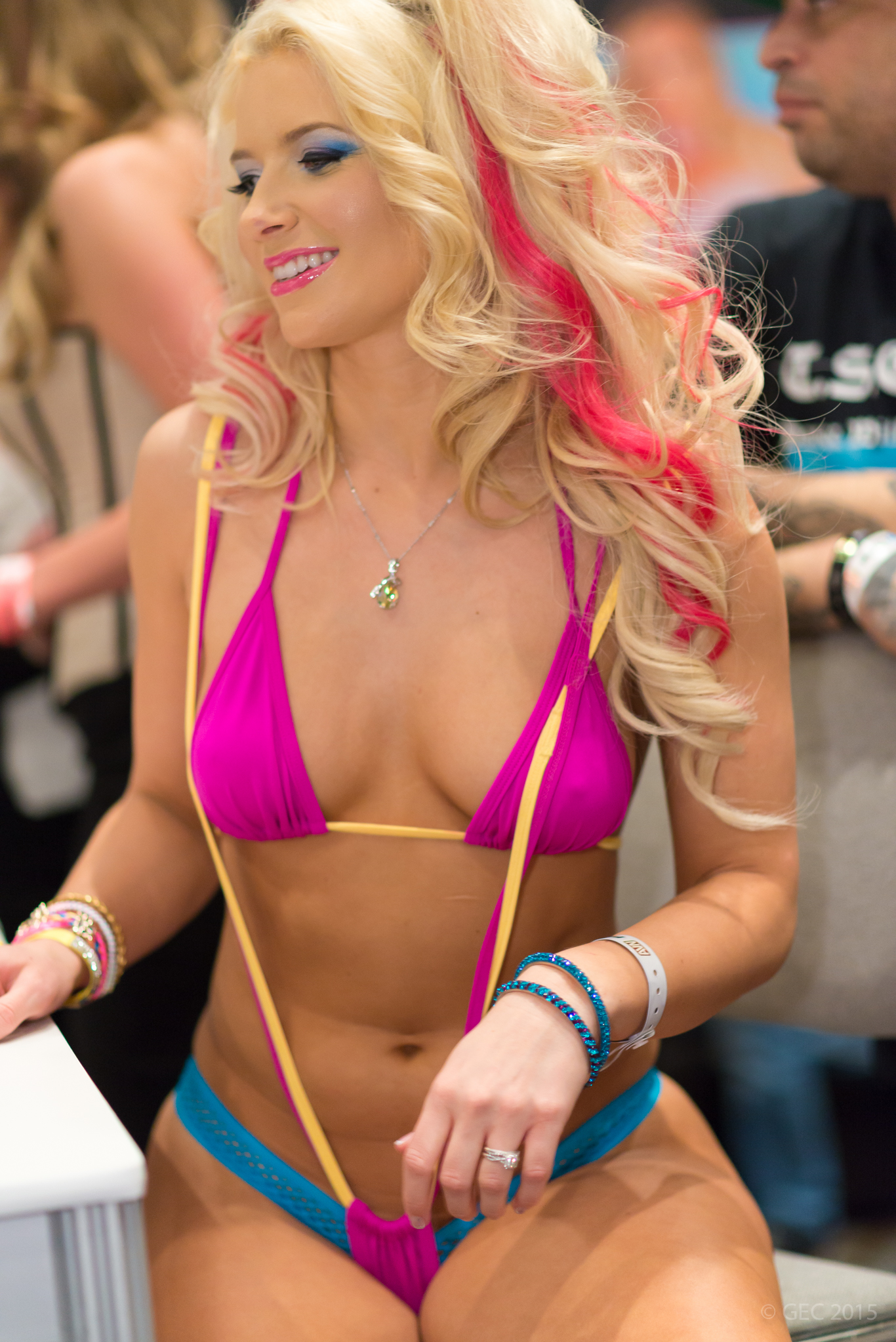
Элбрайт на AVN Adult Entertainment Expo, Лас-Вегасе, 23 января 2015 года

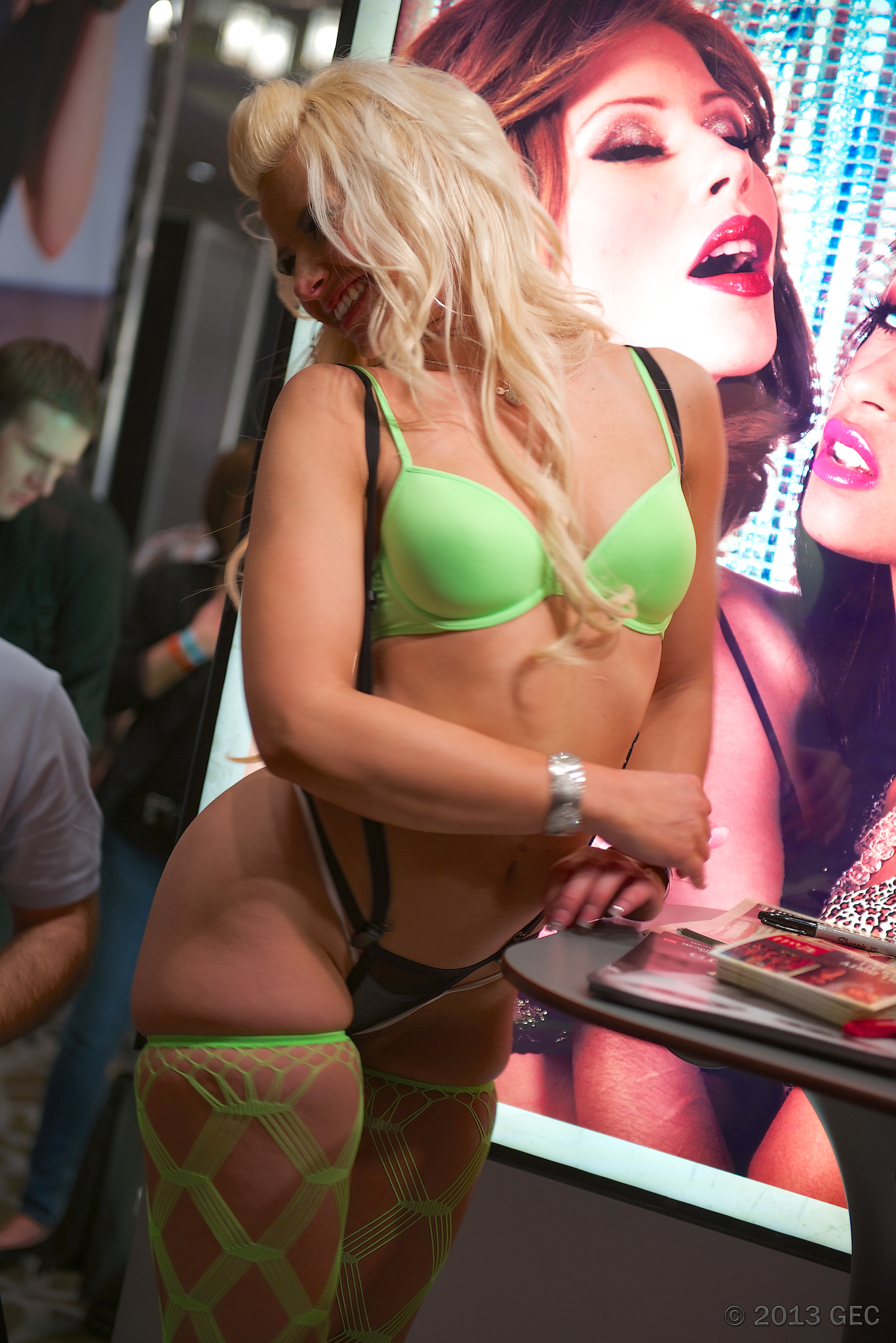

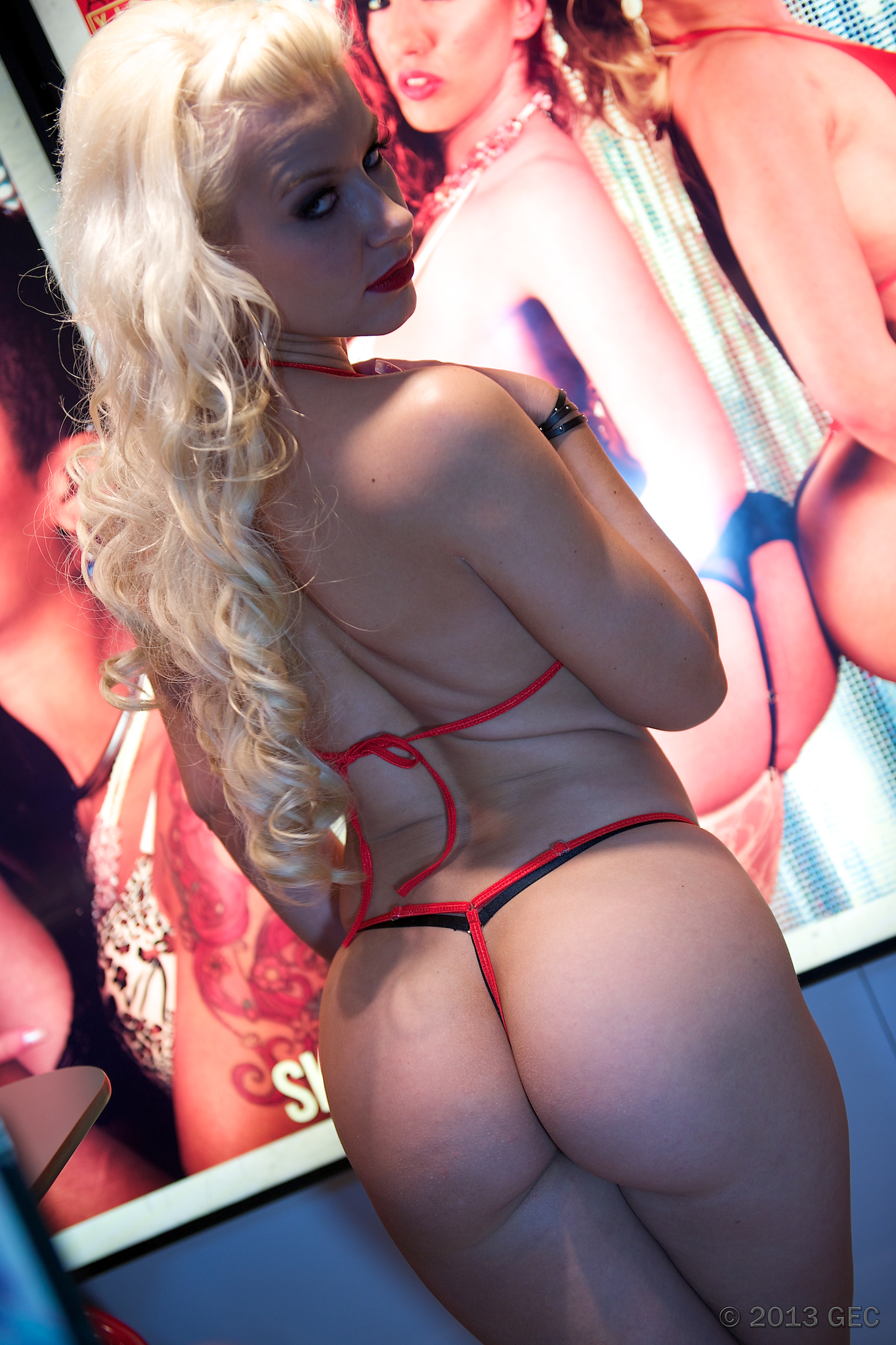

| Year | Result    | Award | Film                                       |
| ---- | --------- | --- | ------------------------------------------ |
| 2013 | Номинация | Лучшая новая старлетка | н/д                                        |
| 2013 | Номинация | Best POV Sex Scene (вместе с Эриком Эверхардом) | Eye Fucked Them All                        |
| 2013 | Номинация | Лучшая сцена стриптиза (вместе с Джадой Стивенс) | Jada Stevens Is Buttwoman                  |
| 2013 | Номинация | Best Three-Way Sex Scene (G/G/B) (вместе с Джадой Стивенс и Эриком Эверхардом) | Jada Stevens Is Buttwoman                  |
| 2014 | Номинация | Лучшая актриса | OMG… It’s the Leaving Las Vegas XXX Parody |
| 2014 | Победа    | Best Anal Sex Scene (вместе с Миком Блу) | Anikka                                     |
| 2014 | Победа    | Лучшая сцена стриптиза | Anikka                                     |
| 2014 | Победа    | Best Three-Way Sex Scene — Boy/Boy/Girl (вместе с Джеймсом Дином и Рамоном Номаром) | Anikka                                     |
| 2014 | Номинация | Best Boy/Girl Sex Scene (вместе с Мануэлем Феррара) | Top Bottoms                                |
| 2014 | Номинация | Best Group Sex Scene (вместе с Кристи Мак, Келли Мэдисон, Кендрой Ласт, Бруклин Чейз, Джеки Джой, Роми Рейн и Райан Мэдисон) | The Madison’s Mad Mad Circus               |
| 2014 | Номинация | Best Group Sex Scene (вместе с Эшли Файрс, Реми Лакруа, Райли Рид, Диллион Харпер, Мишей Брукс и Мануэлем Феррара) | Manuel Ferrara’s Reverse Gangbang          |
| 2014 | Номинация | Лучшая сцена орального секса (вместе с Райли Рид) | American Cocksucking Sluts 3               |
| 2014 | Номинация | Best POV Sex Scene (вместе с Миком Блу) | Eye Candy                                  |
| 2014 | Номинация | Лучшая сцена мастурбации | I Love Big Toys 36                         |
| 2014 | Номинация | Best Three-Way Sex Scene — G/G/B (вместе с Мэдди О’Райли и Куртом Локвудом) | Not The Wizard of Oz XXX                   |
| 2014 | Номинация | Best Three-Way Sex Scene — G/G/B (вместе с Самантой Сэйнт и Миком Блу) | Samantha Saint is Completely Wicked        |
| 2014 | Номинация | Лучшая исполнительница года | н/д                                        |
| 2015 | Номинация | Лучшая актириса | Untamed Heart                              |
| 2015 | Победа    | Best All-Girl Group Sex Scene (вместе с Дэни Дэниелс и Карли Монтана) | Anikka 2                                   |
| 2015 | Победа    | Best Double Penetration Sex Scene (вместе с Миком Блу и Эриком Эверхардом) | Anikka 2                                   |
| 2015 | Победа    | Лучшая сцена мастурбации/стриптиза (вместе с Дэни Дэниелс и Карли Монтана) | Anikka 2                                   |
| 2015 | Номинация | Best All-Girl Group Sex Scene (вместе с Картер Круз, Даной Деармонд, Сарой Лувв, Мариной Энджел и Кати Паркер) | Twisted Fate                               |
| 2015 | Номинация | Best Boy/Girl Sex Scene (вместе с Джеймсом Дином) | Voracious: Season 2 Volume 1               |
| 2015 | Номинация | Best Group Sex Scene (вместе с Лолой Рив, Бритни Эмбер, Лолой Фокс, Далией Скай, Эбби Кросс, Роми Рейн, Алиной Ли, Kush Kush, Томми Ганном, Coco, Тони Рибасом, Миком Блу, Аланом Стэффордом, Кери Стайлз, Билли Бэйли, Джованни Франческо, Карло Каррера и Ричи Калхоуном) | Orgy Initiation of Lola                    |
| 2015 | Номинация | Best POV Sex Scene (вместе с Mr. Pete) | Mr. Pete’s POV 2                           |
| 2015 | Победа    | Best Three-Way Sex Scene — Girl/Girl/Boy (вместе с Дэни Дэниелс и Робом Пайпером) | Dani Daniels Deeper                        |
| 2015 | Победа    | Исполнительница года | н/д                                        |
| 2015 | Номинация | Most Outrageous Sex Scene (вместе с Зоей Монро) | Cream Dreams 2                             |
| 2016 | Победа    | Best All-Girl Group Sex Scene (вместе с Анджелой Уайт и Алексис Тексас) | Angela 2                                   |
| 2016 | Номинация | Best All-Girl Group Sex Scene (вместе с Дэни Дэниелс, Лекси Белл, Мерседес Каррера, Мэдди О’Райли, Эш Халливуд, Аной Фокс, Кейшей Грей и Райан Райанс) | Sisterhood                                 |
| 2016 | Номинация | Best Anal Sex Scene (вместе с Майком Адриано) | Banging Beauties                           |
| 2016 | Номинация | Best Double Penetration Sex Scene (вместе со Стивом Холмсом и Мануэлом Феррарой) | Ass Worship 16                             |
| 2016 | Номинация | Best Group Sex Scene (вместе со Скин Даймонд, Картер Круз, Далией Скай, Адрианой Чечик и Миком Блу) | Mick Blue Is One Lucky Bastard             |
| 2016 | Номинация | Best Supporting Actress | The Turning                                |
| 2016 | Номинация | Best Three-Way Sex Scene — B/B/G (вместе с Крисом Строуксом и Майком Адриано) | Phat Ass White Girls 12                    |
| 2016 | Победа    | Best Three-Way Sex Scene — Girl/Girl/Boy (вместе с Валентиной Наппи и Миком Блу) | Anikka’s Anal Sluts                        |
| 2016 | Номинация | Исполнительница года | н/д                                        |

| Year | Result    | Award                              |
| ---- | --------- | ---------------------------------- |
| 2013 | Победа    | Best New Starlet (Fan Choice)      |
| 2014 | Номинация | Best Female Performer              |
| 2015 | Победа    | Best Female Performer (Fan Choice) |
| 2015 | Номинация | Best Butt                          |

| Year | Result | Award                                                |
| ---- | ------ | ---------------------------------------------------- |
| 2015 | Победа | Jury Award for Best Porn Couple (вместе с Миком Блу) |

| Year | Result    | Award                                                                   | Film                                      |
| ---- | --------- | ----------------------------------------------------------------------- | ----------------------------------------- |
| 2013 | Номинация | Лучшая новая старлетка                                                  | н/д                                       |
| 2014 | Номинация | Лучшая исполнительница года                                             | н/д                                       |
| 2014 | Номинация | Лучшая актриса второго плана                                            | Not the Wizard of Oz XXX                  |
| 2014 | Номинация | Best Scene — Parody Release (вместе с Мэдди О’Рейлли и Куртом Локвудом) | Not the Wizard of Oz XXX                  |
| 2014 | Номинация | Best Scene — Non-Feature Release (вместе с Миком Блу)                   | Anikka                                    |
| 2015 | Победа    | Лучшая исполнительница года                                             | н/д                                       |
| 2015 | Номинация | Лучшая актриса — пары                                                   | Untamed Heart                             |
| 2015 | Победа    | Best Scene — Couples-Themed Release (вместе с Томми Ганном)             | Untamed Heart                             |
| 2015 | Номинация | Лучшая лесбийская актриса                                               | Twisted Fate: A Lesbian Feature           |
| 2015 | Номинация | Best Scene — Parody Release (вместе с Майклом Вегасом)                  | Sleeping Beauty XXX: An Axel Braun Parody |
| 2016 | Номинация | Лучшая исполнительница года                                             | н/д                                       |
| 2016 | Номинация | Лучшая актриса второго плана                                            | Wanted                                    |
| 2016 | Номинация | Best Sex Scene — All-Sex Release (вместе с Вики Чейз и Миком Блу)       | Anikka’s Anal Sluts                       |

| Year | Result    | Award                |
| ---- | --------- | -------------------- |
| 2013 | Номинация | New Starlet          |
| 2014 | Номинация | Исполнительница года |
| 2014 | Номинация | Orgasmic Oralist     |
| 2015 | Победа    | Исполнительница года |
| 2015 | Номинация | Orgasmic Analist     |